# Софія Ману
Софія Ману (грец. Σοφία Μάνου) — грецька співачка.

## Біографія
Софія Ману народилася 15 лютого 1982 року в Людвігсхафені, Німеччина. Вона випустила свій перший альбом під назвою «Κι έφυγες» у 2006 році. У цьому ж році вона брала участь у альбомі «Προσδοκώ ανάστασιν».
У 2011 році вийшов альбом «Αληθώς Ανέστη». Він також з'явився на Олімпійських іграх в Афінах у 2011 році, де було виконано пісню «Βυζάντιο».
Потім, у 2014 році, вийшов альбом «Στην Ελλάδα της Αγάπης», а в 2018 році «Ο Πρώτος Ήλιος».

## Дискографія

### Диски
| Пісня          | Рік  |
| -------------- | ---- |
| Κι έφυγες      | 2006 |
| Αληθώς Ανέστη  | 2011 |
| Ο Πρώτος Ήλιος | 2018 |

### Як учасниця
| Пісня                  | Рік  |
| ---------------------- | ---- |
| Προσδοκώ ανάστασιν     | 2006 |
| Στην Ελλάδα της Αγάπης | 2014 |

### Концерти
| Назва    | Рік  | Трансляція                                     |
| -------- | ---- | ---------------------------------------------- |
| Βυζάντιο | 2011 | Світові літні спеціальні Олімпійські ігри 2011 |